# Oberhausener Manifest

Oberhausener Manifest,
28. Februar 1962

Das Oberhausener Manifest  ist eine Erklärung, die am 28. Februar 1962 anlässlich der „8. Westdeutschen Kurzfilmtage“ Oberhausen in einer Pressekonferenz mit dem Titel „Papas Kino ist tot“ von 26 Filmemachern abgegeben wurde, darunter Peter Schamoni und Edgar Reitz, die bis dahin vorwiegend im Kurz- und Dokumentarfilm erfolgreich waren. Ziel war die Erneuerung der damals als desolat angesehenen westdeutschen Filmproduktion und der Anspruch der Kurzfilmregisseure, einen neuen deutschen Spielfilm zu schaffen. Das Manifest beschrieb nicht konkret den neuen deutschen Film, sondern forderte und versprach mehr Unabhängigkeit der Filmemacher.
Es war eine Aktion der Gruppe „DOC 59“ aus München unter der Leitung von Haro Senft. Der Text wurde von Ferdinand Khittl verlesen, die Moderation der nachfolgenden Diskussion übernahm Alexander Kluge. Die Unterzeichner des Manifests wurden künftig durch die Presse als „Oberhausener Gruppe“ bezeichnet. Filmhistoriker sehen dieses Datum zunehmend als die Geburtsstunde des „Neuen deutschen Films“ und damit auch den Beginn der gesellschaftspolitischen Trendwende der bundesdeutschen Filmkultur nach dem Zweiten Weltkrieg. 1982, zwanzig Jahre später, wurde der „Oberhausener Gruppe“ der „Deutsche Filmpreis“ verliehen.
Weitere Unterzeichner waren Bodo Blüthner, Boris von Borresholm, Christian Doermer, Bernhard Dörries, Heinz Furchner, Bob Houwer, Pitt Koch, Walter Krüttner, Dieter Lemmel, Hans Loeper, Roland Martini, Hansjürgen Pohland, Raimond Ruehl, Detten Schleiermacher, Fritz Schwennicke, Franz-Josef Spieker, Hans Rolf Strobel, Heinz Tichawsky, Wolfgang Urchs, Herbert Vesely und Wolf Wirth.

Titel der Pressekonferenz 1962

## Die Vorgeschichte

### Abschied von „Papas Kino“
Die Kritik am herkömmlichen Kino speiste sich theoretisch aus verschiedenen Quellen: So kritisierte die philosophische Frankfurter Schule eine Kulturindustrie, in der Kulturgüter zu Waren würden, dabei aber künstlerischen Anspruch mehr und mehr verlören. Exemplarisch für Papas Kino war in diesem Zusammenhang der Unterhaltungsfilm, beispielsweise der Heimatfilm, der 1950er Jahre. Er versöhnte mit der Konsumgesellschaft des Wirtschaftswunders und war gleichzeitig Teil davon, er versprach Geborgenheit und Erholung von den Nöten des Lebens, er half bei der Verdrängung der Erinnerungen an die NS-Zeit, war wirtschaftlich sehr erfolgreich, aber er hatte keinen künstlerischen oder intellektuellen Anspruch. Er beschrieb eine Traumwelt, die es so nie gegeben hatte. Der Slogan lautete damals: „Mach dir ein paar schöne Stunden, geh ins Kino.“
Bis zum Anfang der 1960er Jahre hatten sich in mehreren Ländern Gruppen jüngerer Filmschaffender gebildet, die sich um einen neuen Spielfilm bemühten, z. B. „Nouvelle Vague“, „Free Cinema“, „Cinema Novo“, „Cinema Direct“. Regisseure wie Jean-Luc Godard oder Éric Rohmer waren Teil einer Gegenbewegung zum alten Kino, die gängige Film-Klischees aus Hollywood (z. B. das Happy End) überspitzte oder umdrehte, gewohnte Kino-Konventionen also nicht mehr ernst nahm, und im Rückgriff auch auf Theorien von Bert Brecht oder Walter Benjamin dem Zuschauer so keine schöne Illusion bieten wollte, in die man sich fallen lassen konnte, nicht passiven glücklichen Konsum, sondern die eine kritische Auseinandersetzung vom Zuschauer forderte. Darsteller sprachen und bewegten sich plötzlich auf neue Weise und erzählten in ihren Rollen von neuen Lebensstilen. Gewohnte zeitliche Handlungsabläufe wurden unklar. Schauspieler wandten sich bei Godard direkt ans Publikum, oder thematisierten den Film, in dem sie gerade mitwirkten.
Nicht mehr wirtschaftliche Gesichtspunkte und die populären Genres und Motive, sondern der individuelle Autor als Künstler und seine Suche nach künstlerischem Ausdruck im Medium Film sollten also nun im Mittelpunkt stehen. Der Film sollte auch seine eigene Produktionsweise, seine eigene Herstellung herzeigen.
Dazu kam ein verstärktes inhaltliches Interesse an Realismus, Tragik, am Scheitern, an sozialen und politischen Konflikten in der Gesellschaft (ähnlich wie im italienischen Neorealismus) und am psychischen Innenleben und Prozessen individueller dargestellter Figuren (etwa bei Rainer Werner Fassbinder). Kino sollte also nicht mehr unterhaltsame Ablenkung sein, sondern den Zuschauer herausfordern, überraschen, und auch in Konflikt zu seinen Ansichten oder Sehgewohnheiten treten, ähnlich wie beim Theater, in der Literatur, in der Malerei (siehe auch Filmtheorie). Es sollte die Welt, wie sie war, nicht mehr affirmieren, sondern hinterfragen und schließlich verändern.
Dies bedeutete aber nicht notwendigerweise, auf den Anspruch, trotzdem auch fürs Publikum unterhaltsame Werke zu schaffen, zu verzichten, auch wenn dieser Verzicht ein Mittel der Provokation war, das gerne genutzt wurde.

### Filmform
Der erste Versuch von Filmschaffenden, in einem Appell an die Öffentlichkeit eine grundsätzliche Änderung im bundesdeutschen Film herbeizuführen, erfolgte im August 1957 durch den Aufruf „filmform – das dritte Programm“. In ihm waren bereits die wesentlichen, späteren Forderungen enthalten.

Filmform 1
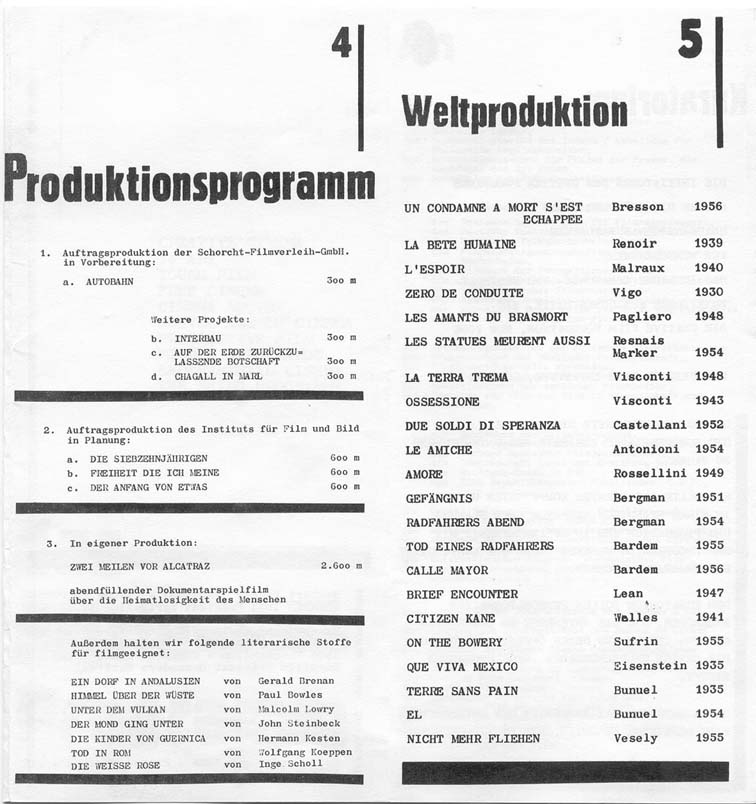
Filmform 5

### DOC 59
Erweitert und verfestigt wurden diese Bemühungen durch den Zusammenschluss von Filmschaffenden aus dem Bereich Kurz- und Dokumentarfilm zu Beginn des Jahres 1959 unter der Bezeichnung „DOC 59 – Gruppe für Filmgestaltung“ in München. Sie hatten bereits alle Erfolge auf internationalen Festivals wie „Westdeutsche Kurzfilmtage Oberhausen“, „Kultur- und Dokumentarfilmwoche Mannheim“, „Experimentalfilmfestival Knokke le Zout“, dem „Kurzfilmfestival in Tours“ und anderen. So kam es auch zu Kontakten mit ausländischen Filmkünstlern.

### Das Umfeld
Fast überall war die Aufgeschlossenheit für die Filmkunst größer als in der Bundesrepublik und in vielen Ländern gab es Schutz- und Hilfsmaßnahmen für die einheimische Filmproduktion. Da die deutsche Kulturkompetenz bei den „Ländern“ lag, die sich für den Film nicht zuständig fühlten (ausgenommen eine aus der Kino-Vergnügungssteuer gespeiste Filmförderung des Kultusministeriums von Nordrhein-Westfalen), waren die Möglichkeiten des Bundes begrenzt. Das Innenministerium verteilte jährlich Preise und Prämien bis zu einer Höhe von etwa 15 Millionen DM, während die Förderung von Theater und sonstigen Bühnenveranstaltungen durch staatliche und städtische Einrichtungen etwa 2 Milliarden DM betrug. Selten gab es deutsche Spielfilme von qualitativer Bedeutung, etwa von Wolfgang Staudte, Helmut Käutner oder Victor Vicas. Kontakte bestanden zu Georg Tressler, Ottomar Domnick, Bernhard Wicki und Géza von Radványi. Eine bedeutende Analyse der Situation leistete der Filmjournalist Joe Hembus in seiner Publikation Der deutsche Film kann gar nicht besser sein.

## Die Legitimation der Unterzeichner
Unter den 26 Unterzeichnern waren

Preisliste

- 18 Regisseure (meist auch Autoren): Bodo von Blüthner, Boris von Borresholm, Bernhard Dörries, Rob Houwer, Ferdinand Khittl, Alexander Kluge, Walter Krüttner, Dieter Lemmel, Hansjürgen Pohland, Raimond Ruehl, Edgar Reitz, Peter Schamoni, Detten Schleiermacher, Haro Senft, Franz-Josef Spieker, Hans Rolf Strobel, Heinz Tichawsky, Herbert Vesely
- 5 Kameramänner: Heinz Furchner, Pitt Koch, Ronald Martini, Fritz Schwennicke, Wolf Wirth
- 1 Komponist: Hans Loeper
- 1 Zeichenfilmgestalter: Wolfgang Urchs
- 1 Schauspieler (später auch Regisseur): Christian Doermer

Zur Unterrichtung von Öffentlichkeit und Presse wurde gleichzeitig mit dem Manifest eine Übersicht der bisherigen Erfolge der Gruppenmitglieder verteilt.

## Reaktion und Auswirkung
Bereits während der Diskussion, die sich während der Pressekonferenz an die Verlesung der Resolution anschloss, zeigte sich bei der Mehrheit der anwesenden Journalisten und Filmbürokraten eine gereizte bis herablassende Einstellung zu den Forderungen der Gruppe. Die filmpolitische Brisanz der Aktion wurde spürbar. Das nachfolgende Presseecho war aber groß, wenn auch überwiegend negativ und voller Häme. Die während der Diskussion beispielhaft erwähnte Rechnung, für 10 neue Spielfilme wäre eine Förderungssumme von etwa 5 Millionen DM erforderlich, wurde zum Anlass einer vielschichtigen Entrüstung. Die Spielfilmbranche reagierte zunächst mit geschlossener Abwehr. Die meisten Filmtheaterbesitzer missverstanden den Slogan „Papas Kino ist tot“ und sahen ihr Gewerbe angegriffen. Schnell war der Spott über „Bubis Kino“ und den „Obermünchhausenern“ im Umlauf und noch Jahrzehnte später rühmten sich mehrere Personen der Urheberschaft dieser Schlagworte. Auch in den nachfolgenden Jahren kamen namhafte Filmkritiker nicht umhin, die Ankündigungen der „Oberhausener“ einzufordern, ohne sich aber mit den Produktions-, Vertriebs- und Förderbedingungen zu befassen. Selbst 10 Jahre später, nach den anerkannten Erfolgen des „Jungen deutschen Films“, blieb bei vielen Journalisten eine latente Ablehnung gegenüber „filmkünstlerischen Bestrebungen“ erhalten. Es formierte sich auch vielerorts eine politische Gegnerschaft, die im weitgehend autonomen Gestalten von Filmen eine Gefahr sah. Die gesellschaftliche Auseinandersetzung um das Thema „Filmkultur“ wurde aber stetig weitergeführt und es entstanden auch neue Nachwuchsgruppierungen.
In filmhistorischen und publizistischen Abhandlungen, bis hin zu den „Nachrufen“ zum 40. Jahrestag der Manifestverlesung auch in den großen Tageszeitungen, finden sich eine Reihe von falschen Darstellungen des Manifests.

## Nachfolgende Aktionen der Gruppe

### Gründung einer Stiftung
Bereits am 20. Juni 1962 gründeten 14 Mitglieder der Gruppe in München eine gemeinnützige Gesellschaft mit beschränkter Haftung mit dem Titel „Stiftung junger deutscher Film“, die später 1965 in die öffentliche Filmförderungseinrichtung Kuratorium junger deutscher Film umgewandelt wurde. Als Geschäftsführer wurde Norbert Kückelmann bestellt. In der Gründungsurkunde sind die Ziele der „Oberhausener Gruppe“ noch ausführlicher formuliert als im sogenannten Manifest:

#### Präambel
Die Krise des deutschen Films hat nicht primär wirtschaftliche Ursachen. Diese Erkenntnis wurde in den letzten Monaten allgemein. Es zeigt sich, dass die bisherigen Hilfen nicht dazu führten, der deutschen Filmindustrie national oder international wirtschaftlichen oder künstlerischen Erfolg zu bringen.

„Dieser neue Film braucht neue Freiheiten. Freiheit von den branchenüblichen Konventionen. Freiheit von der Beeinflussung durch kommerzielle Partner. Freiheit von der Bevormundung durch Interessengruppen.“

Dies war eine der Kernforderungen der Erklärung von 26 jungen Autoren und Regisseuren, die sie im Höhepunkt der wirtschaftlichen Krise des deutschen Films – am 28. Februar 1962 in Oberhausen während der Westdeutschen Kurzfilmtage der Öffentlichkeit übergaben.
Diese „Oberhausener Erklärung“, ein Protest gegen Niveau und Praxis der bisherigen deutschen Filmproduktion, fand ein weitreichendes Echo, löste konstruktive Diskussionen aus und hat Konsequenzen.

Im Bewusstsein der Aufgaben, die dem Film heute in unserer Gesellschaft zukommen, begründen die Unterzeichner der „Oberhausener Erklärung“ gemeinsam mit anderen verantwortungsbewussten Kräften des Films eine Institution, die eine der Voraussetzungen für die Erneuerung des deutschen Films schaffen soll. Sie werden in Zukunft dem künstlerisch potenten Nachwuchs die Chance geben, sich zu entfalten und seine Intentionen zu realisieren. – Diese Institution ist ein fester Bestandteil einer Gesamtkonzeption zur Neuordnung des deutschen Films.

Deshalb begründen die Unterzeichner dieses Vertrages eine gemeinnützige Gesellschaft mit beschränkter Haftung „Stiftung junger deutscher Film“.

#### Zweck der Gesellschaft
II § 3 Die Gesellschaft fördert in ausschließlicher und unmittelbar gemeinnütziger Weise gemäß der Gemeinnützigkeitsverordnung vom 24. Dezember 1953 die kulturelle und geistige Neuordnung des jungen deutschen Films im Sinne der Präambel und insbesondere durch:
1. Förderung der Herstellung erster deutscher Spielfilme junger Filmgestalter,
2. Entwicklung einer künstlerischen und kulturpolitischen Gesamtkonzeption des deutschen Films,
3. Integration produktiver Kräfte aus anderen Kunstbereichen in die Bestrebungen zur Erneuerung des deutschen Films,
4. Pflege und Förderung der volksbildenden Öffentlichkeitsarbeit durch den Film und Erforschung und Erschließung neuer Möglichkeiten des Films für die Volksbildung,
5. Aufbau und Pflege von Kontakten mit dem internationalen jungen Film sowie kulturelle Repräsentanz des neuen deutschen Films im Ausland,
6. Förderung von filmkünstlerischen und filmtechnischen Entwicklungs- und Forschungsarbeiten,
7. Förderung des Kurzfilms als Experimentierfeld und Basis des Films überhaupt. Dabei soll die Stiftung die Weiterentwicklung des nicht auftragsgebundenen Kurzfilms, insbesondere des Kurzspielfilms, des Sachfilms, der sozialen Dokumentation und des freien Experimentalfilms fördern.

### Wahl der Gruppensprecher
In einer Gruppensitzung am 16. November 1962 wurden folgende Mitglieder als Gruppensprecher in dieser Reihenfolge gewählt: Haro Senft, Raimond Rühl und Bodo Blüthner. Als Stellvertreter: Ferdinand Khittl und Detten Schleiermacher.

### Fortsetzung der Lehrtätigkeit an der HfG Ulm
In Fortsetzung der Lehrtätigkeit durch Mitglieder der Gruppe „DOC 59“ wurde im Dezember 1962 an der „Hochschule für Gestaltung“ in Ulm (HfG Ulm) eine Filmabteilung eingerichtet, da es in der Bundesrepublik Deutschland keine Ausbildungsstätten für Filmnachwuchs gab. Auch die zuständigen Bundesländer hatten bisher kein Interesse gezeigt und die Filmindustrie schottete sich gegen solche Bestrebungen ab. Vorrangig waren in Ulm Bernhard Dörries, Alexander Kluge, Edgar Reitz, Detten Schleiermacher und Haro Senft tätig. Die „Deutsche Film- und Fernsehakademie Berlin GmbH“ (DFFB) entstand erst 1965, die „Hochschule für Fernsehen und Film“ (HFF) in München erst 1966.

### BMI-Erlass einer Regieförderung
Dem zunehmenden Druck von Presse und Öffentlichkeit nachgebend, erklärte 1964 der damalige Bundesinnenminister Hermann Höcherl gegenüber einer Delegation der Oberhausener Gruppe (Alexander Kluge, Hans Rolf Strobel und Norbert Kückelmann) die Bereitschaft, anstatt der bisher erfolglosen Drehbuchförderung eine „Regieförderung“ einzurichten. Das führte im November 1964 zu einem entsprechenden Erlass und im Februar 1965 zur Einrichtung des „Kuratoriums junger deutscher Film“ als der beauftragten Förderungseinrichtung. Ein Jahr später, im Oktober 1965, wurden aus 20 Anträgen die ersten sechs Prämien für Erstlingsspielfilme vergeben, die dann auch 1966 und 1967 realisiert wurden:
- Abschied von gestern – Alexander Kluge
- Der Brief – Vlado Kristl
- Eine Ehe – Hans Rolf Strobel/Heinrich Tichawsky
- Katz und Maus – Hans-Jürgen Pohland
- Mahlzeiten – Edgar Reitz
- Der sanfte Lauf – Haro Senft

### Gründung eines zweiten Produzentenverbandes
Die Vorbereitung des ersten bundesdeutschen Filmförderungsgesetzes (FFG) durch den deutschen Bundestag zeigte, dass die neue Generation von Regisseuren und Produzenten zwar gehört wurden, aber als Institution nicht anerkannt waren und auch wirtschaftlich keinen Vertretungsanspruch hatten. Das führte am 24. Oktober 1966 zur Gründung eines zweiten Produzentenverbandes, der „Arbeitsgemeinschaft neuer deutscher Spielfilmproduzenten e. V.“ in München. Die 10 Gründungsmitglieder waren Horst Manfred Adloff, Boris Borresholm, Roger Fritz, Peter Genée, Rob Houwer, Walter Krüttner, Hans-Jürgen Pohland, Christian Rischert, Peter Schamoni und Haro Senft. Sechs davon waren Mitunterzeichner des „Oberhausener Manifests“. Als Vorstände wurden Horst Manfred Adloff und Haro Senft, als Stellvertreter Peter Genée und Christian Rischert gewählt. Innerhalb weniger Wochen erhöhte sich die Mitgliederzahl auf 30 und ab den siebziger Jahren wurde die „Arbeitsgemeinschaft“ der führende Produzentenverband mit über 50 Mitgliedern. Das FFG trat am 1. Januar 1968 in Kraft. Zur Abwicklung des Gesetzes wurde die Filmförderungsanstalt (FFA) in Berlin gegründet. Aus Protest gegen den im letzten Moment einseitig zum Nachteil von Nachwuchsproduzenten verschobenen Gesetzestext weigerte sich die „Arbeitsgemeinschaft“ jahrelang, die für sie vorgesehenen zwei Sitze im Verwaltungsrat einzunehmen.

## Der Beginn des „Neuen Deutschen Spielfilms“
Abgesehen von Herbert Veselys Brot der frühen Jahre von 1961, entstand mit Beginn der Finanzierung der ersten sechs Spielfilme 1966 ein wahrer Aufbruch neuer Produktionstätigkeiten. Das Schlagwort vom „Autorenfilm“ wurde bekannt, weil die neuen Spielfilmregisseure, oft der Not gehorchend, gleichzeitig Drehbuchautoren ihrer Filme und sogar deren Produzenten wurden. Mit Anfang der 1970er Jahre war der „Neue Deutsche Film“ bereits international ein Begriff und Anlass unzähliger „Deutscher Filmwochen“ in allen Kontinenten. Die Regisseure der „ersten Welle“ bis 1972 und ihre Debüt-Spielfilme waren:
- Horst Bienek, Die Zelle, 1970
- Hark Bohm, Tschetan, der Indianerjunge, 1972
- Uwe Brandner, Ich liebe dich, ich töte dich, 1971
- Gustav Ehmck, Spur eines Mädchens, 1967
- Rainer Werner Fassbinder, Liebe ist kälter als der Tod, 1969
- Peter Fleischmann, Jagdszenen aus Niederbayern, 1968
- Roger Fritz, Mädchen, Mädchen, 1967
- Hans W. Geissendörfer, Jonathan, 1969
- Reinhard Hauff, Mathias Kneißl, 1971
- Werner Herzog, Lebenszeichen, 1967
- Roland Klick, Bübchen, 1968
- Alexander Kluge, Abschied von gestern, 1966
- Theodor Kotulla, Bis zum Happy End, 1968
- Vlado Kristl, Der Brief, 1966
- Norbert Kückelmann, Die Sachverständigen, 1973
- Peter Lilienthal, Malatesta 1969
- Ulf von Mechow, Wintermärchen, 1971
- George Moorse, Zero in the Universe, 1965
- Hans-Jürgen Pohland, Katz und Maus, 1966
- Edgar Reitz, Mahlzeiten, 1966
- Christian Rischert, Kopfstand, Madam!, 1966
- Erika Runge, Ich heiße Erwin und bin 17 Jahre, 1970
- Peter Schamoni, Schonzeit für Füchse, 1966
- Thomas Schamoni, Ein großer graublauer Vogel, 1970
- Ulrich Schamoni, Es, 1965
- Johannes Schaaf, Tätowierung, 1967
- Niklaus Schilling, Nachtschatten, 1971
- Volker Schlöndorff, Der junge Törless, 1966
- Haro Senft, Der sanfte Lauf, 1967
- Franz Josef Spieker, Wilder Reiter GmbH, 1966
- May Spils, Zur Sache, Schätzchen, 1967
- Ula Stöckl, Das goldene Ding, 1971
- Jean Marie Straub, Chronik der Anna Magdalena Bach, 1967
- Hans Rolf Strobel, Eine Ehe, 1968 (mit H. Tichawsky)
- Hans-Jürgen Syberberg, Scarabea, 1968
- Rudolf Thome, Über Nacht, 1972
- Heinrich Tichawsky, Eine Ehe, 1968 (mit H.R. Strobel)
- Wolfgang Urchs, Zeit für Träumer, 1969
- Michael Verhoeven, Paarungen, 1967
- Herbert Vesely, Das Brot der frühen Jahre, 1961
- Peter Zadek, Ich bin ein Elefant, Madame, 1969

## Originaltext des Oberhausener Manifest
„Der Zusammenbruch des konventionellen deutschen Films entzieht einer von uns abgelehnten Geisteshaltung endlich den wirtschaftlichen Boden. Dadurch hat der neue Film die Chance lebendig zu werden.
Deutsche Kurzfilme von jungen Autoren, Regisseuren und Produzenten erhielten in den letzten Jahren eine große Zahl von Preisen auf internationalen Festivals und fanden Anerkennung der internationalen Kritik. Diese Arbeiten und ihre Erfolge zeigen, daß die Zukunft des deutschen Films bei denen liegt, die bewiesen haben, daß sie eine neue Sprache des Films sprechen.
Wie auch in anderen Ländern, so ist auch in Deutschland der Kurzfilm Schule und Experimentierfeld des Spielfilms geworden.
Wir erklären unseren Anspruch, den neuen deutschen Spielfilm zu schaffen.
Dieser neue Film braucht neue Freiheiten. Freiheit von den branchenüblichen Konventionen. Freiheit von der Beeinflussung durch kommerzielle Partner. Freiheit von der Bevormundung durch Interessengruppen.
Wir haben von der Produktion des neuen deutschen Films konkrete geistige, formale und wirtschaftliche Vorstellungen. Wir sind gemeinsam bereit, wirtschaftliche Risiken zu tragen.
Der alte Film ist tot. Wir glauben an den neuen.“

## Film-Retrospektive
- Provokation der Wirklichkeit. Die ›Oberhausener‹. Film-Reihe, Deutschland, 2012, Produktion: Edition Filmmuseum,[4] 2 DVDs, Herausgeber: Filmmuseum München, Internationale Kurzfilmtage Oberhausen, Deutsche Kinemathek und Filmarchiv des Bundesarchivs.

„Erstmals wurden zum 50. Jahrestag des Oberhausener Manifests systematisch die Filme der Unterzeichner und ihres Umfelds gesammelt und restauriert. Seit Anfang Mai 2012 ist die Doppel-DVD in der Reihe ‚Edition Filmmuseum‘ mit knapp 20 Titeln aus den Jahren 1957 bis ’65, u. a. von Peter Schamoni, Herbert Vesely, Edgar Reitz, Christian Doermer, sowie umfangreichem Bonusmaterial erhältlich.“

## Dokumentarfilm
- Die Rebellen von Oberhausen. Dokumentarfilm, Deutschland, 2012, 52 Min., Regie: Hansjürgen Pohland, Produktion: Pohland KG, WDR, Erstsendung: 25. April 2012 in arte, Filminformationen von arte, Besprechung.[6]